# Lipno (Landgemeinde)
Die gmina wiejska Lipno ist eine selbstständige Landgemeinde in Polen im Powiat Lipnowski in der Woiwodschaft Kujawien-Pommern. Sie zählt 11.830 Einwohner (31. Dezember 2020) und hat eine Fläche von 209,7 km², die zu 23 % von Wald und zu 67 % von landwirtschaftlicher Fläche eingenommen wird. Verwaltungssitz der Landgemeinde ist die Stadt Lipno, die ihr selbst nicht angehört.

## Geographie

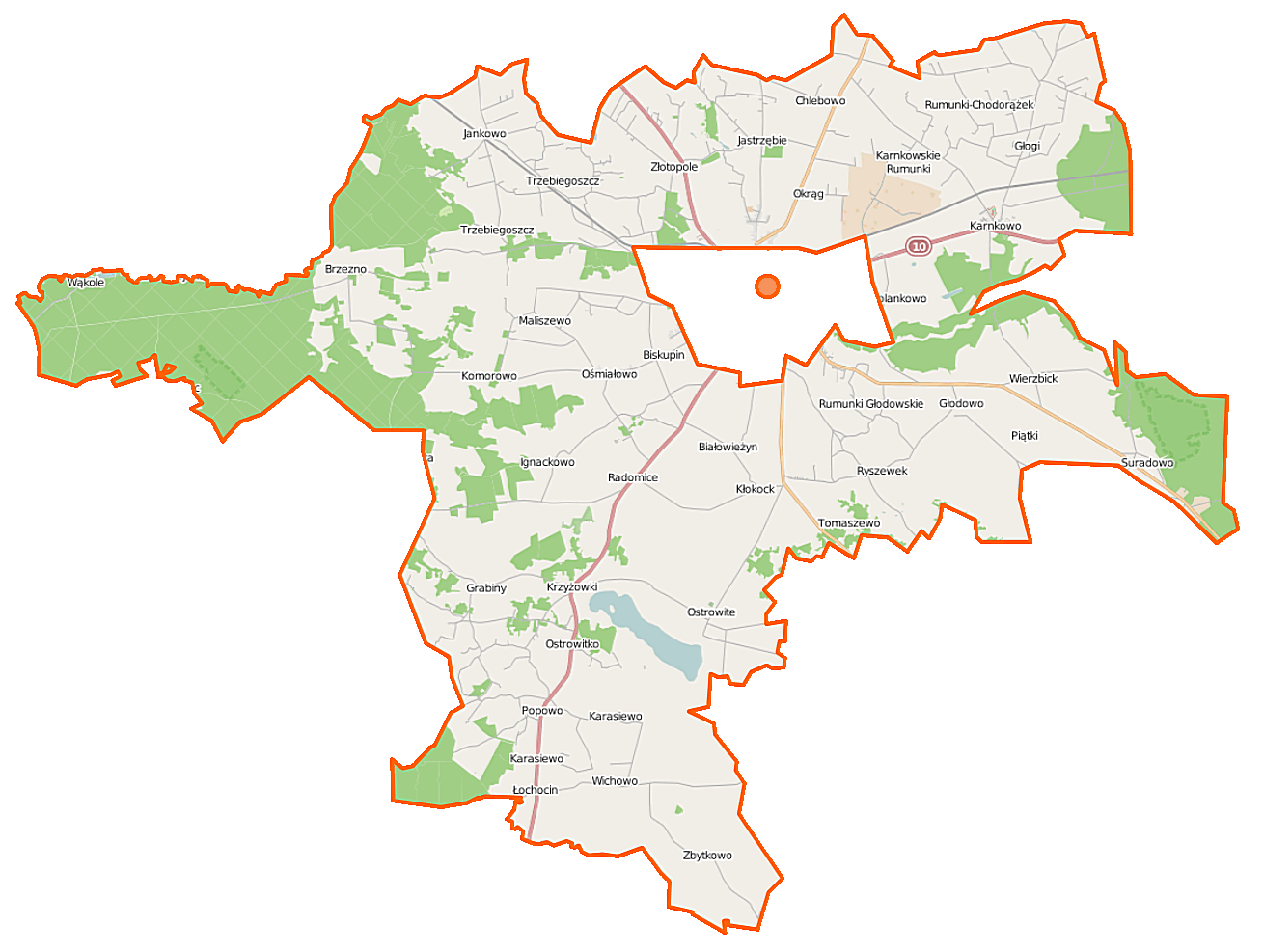
Karte der Gemeinde

Das Gemeindegebiet umfasst die Stadt Lipno vollständig und liegt am Flüsschen Mień etwa 20 km nordnordöstlich von Włocławek und 40 km südöstlich von Toruń.

## Gemeindegliederung
Die Landgemeinde umfasst 36 Ortschaften mit Schulzenamt.
Zu ihr gehören folgende Ortschaften:
| polnischer Name     | deutscher Name (1942–1945)           |
| ------------------- | ------------------------------------ |
| Aleksandrowo        |                                      |
| Barany              | Barne                                |
| Białowieżyn         | Weißturm                             |
| Biskupin            | Bischofshof                          |
| Brzeźno             | Bresen                               |
| Chlebowo            | Laibwalde                            |
| Chodorążek          | Kodern (1939–1942 Chodoronzek)       |
| Głodowo             | Loden                                |
| Grabiny             | Grauendorf                           |
| Huta Głodowska      | Lodenhütte (1939–1942 Glodowo-Hütte) |
| Ignackowo           | Natzkau                              |
| Jankowo             | Janken                               |
| Jastrzębie          | Jastern (1939–1942 Jastrzembie)      |
| Karnkowo            | Karndorf                             |
| Karnkowskie Rumunki | Karndorf-Räumung                     |
| Kłokock             | Glocken                              |
| Kolankowo           | Kollenhof                            |
| Komorowo            | Kummern                              |
| Krzyżówki           | Kreuzhof                             |
| Łochocin            | Loschen                              |
| Maliszewo           | Malschen                             |
| Okrąg               | Ockern (1939–1942 Okreng)            |
| Ośmiałowo           | Achterfließ                          |
| Ostrowite           | Osterwerder                          |
| Ostrowitko          | Kleinosterwerder                     |
| Piątki              | Fünferhöhe (1939–1942 Piontki)       |
| Popowo              | Papenfeld                            |
| Radomice            | Reddermitz                           |
| Rumunki Głodowskie  | Loden-Räumung                        |
| Tomaszewo           | Thomsfelde                           |
| Trzebiegoszcz       | Trebegast                            |
| Wichowo             | Wichau                               |
| Wierzbick           |                                      |
| Zbytkowo            | Bitterhof                            |
| Złotopole           | Güldenacker                          |

(Die deutschen Ortsnamen stammen aus der Zeit der NS-Besatzung im Zweiten Weltkrieg.)
Weitere Ortschaften sind: Aleksandrowo • Borek • Drozdowiec • Elzanowo • Głogi • Lipno (kolonia) • Pólko • Rumunki Podgłodowskie • Ryszewek • Suradowo • Wąkole und Żabieniec.

## Söhne und Töchter der Landgemeinde
- Reinhard Delau (* 1940), Journalist und Schriftsteller